# Le Rige

Le Rige est une bande dessinée sortie en 1985, troisième volet de la première époque de la saga La Quête de l'oiseau du temps.
Ce tome est la suite de Le Temple de l'oubli.

## Résumé
Le Chevalier Bragon, Pélisse et l'Inconnu arrivent sur le territoire du Rige, un chasseur impitoyable.
Or c'est au centre du domaine du Rige que se trouve le piton rocheux « le Doigt du Ciel », où se trouve l'Oiseau du Temps.
Le Rige refuse de les laisser traverser librement son territoire : il annonce aux voyageurs qu'il les tuera dans peu de temps.
Le petit groupe constate que Bulrog les suit, et qu'il se montre bienveillant à leur égard.
Le combat a lieu entre Bragon et le Rige : Bragon parvient à échapper au Rige qui, tombant désarmé dans le fleuve, est attaqué par une créature aquatique. ll en réchappe car Bragon lui rend sa hache ; le chevalier refuse de s'expliquer.
Le petit groupe continue son chemin. Ils prennent une embarcation de fortune pour traverser le fleuve Dol et accéder au piton rocheux. Surgissant de l'eau, Fol de Dol (déjà rencontré précédemment dans les tomes 1 et 2) leur pose une question, ou plutôt une énigme.
Bragon ne répondant pas à cette énigme, Fol déclenche une trombe marine qui manque de noyer les voyageurs.
Ils échouent sur la grève de la plage. Le Rige les attend... Un second combat a lieu entre le Rige et Bragon, qui tue son adversaire. On apprend que, de même que Bulrog était l'apprenti de Bragon, ce dernier avait été l'apprenti du Rige. Celui-ci, se sentant vieillir, espérait ce combat contre son ancien élève afin de trouver une mort à la hauteur de sa légende.
Le petit groupe, n'ayant plus d'obstacle devant lui, continue son chemin vers le « Doigt du Ciel ».
Les aventures continuent dans le tome suivant, intitulé L'Œuf des ténèbres.